# Irénée Giraud
Irénée Giraud, né le 8 avril 1876 à Cours et mort le 30 mai 1936 dans la même commune, est un homme politique français.

## Biographie
Fils d'ouvrier, il s'installe comme négociant après des études secondaires, tout en militant à la SFIO. Adjoint au maire, puis maire de Cours en 1912, il est conseiller d'arrondissement de 1910 à 1919 puis conseiller général. Il est sénateur du Rhône, inscrit au groupe SFIO, de 1927 à 1936.

## Source
- « Irénée Giraud », dans le Dictionnaire des parlementaires français (1889-1940), sous la direction de Jean Jolly, PUF, 1960 [détail de l’édition]